# Rudolf Ahlswede
Rudolf F. Ahlswede (15 septembre 1938 - 18 décembre 2010) est un mathématicien allemand. 

## Biographie
Né à Dielmissen, en Allemagne, il étudie les mathématiques, la physique et la philosophie. Il obtient son doctorat en 1966, à l'Université de Göttingen, avec le sujet "Contributions à la théorie de l'information de Shannon en cas de canaux non stationnaires". Il se consacre dans sa carrière à la théorie de l'information et devient l'un des principaux représentants de ce domaine dans le monde.
En 1977, il rejoint et occupe un poste de professeur à l'Université de Bielefeld, Allemagne. En 1988, il reçoit avec Imre Csiszár le prix du meilleur article de l'IEEE Information Theory Society pour son travail dans le domaine des tests d'hypothèses ainsi qu'en 1990 avec Gunter Dueck pour une nouvelle théorie de l'identification des messages. En tant qu'émérite de l'Université de Bielefeld, Ahlswede reçoit le Prix Claude-Shannon en 2006, l'un des premiers citoyens non américains à le recevoir. Les travaux d'Ahlswede ouvrent le domaine du codage de réseau.
Rudolf Ahlswede est mort le 18 décembre 2010, à l'âge de 72 ans.

## Livres
- R. Ahlswede et I. Wegener, Suchprobleme, Teubner Verlag, Stuttgart, 1979.
- R. Ahlswede et I. Wegener, Search Problems, édition anglaise de "Suchprobleme" avec supplément de littérature récente,
- RL Graham, JK Leenstra et RE Tarjan (Eds. ), Wiley-Interscience Series in Discrete Mathematics and Optimization, 1987.
- I. Althöfer, N. Cai, G. Dueck, L. Khachatrian, MS Pinsker, A. Sárkozy, I. Wegener et Z. Zhang (Eds. ), Numbers, Information and Complexity, 50 articles en l'honneur de Rudolf Ahlswede, Kluwer Academic Publishers, Boston, 2000.
  - http://www.mathematik.uni-bielefeld.de/ahlswede/books/kluwer.html
- R. Ahlswede, L. Bäumer, N. Cai, H. Aydinian, V. Blinovsky, C. Deppe et H. Mashurian (Eds. ), Théorie générale du transfert d'information et de la combinatoire, Lecture Notes in Computer Science, Springer-Verlag, Vol. 4123, 2006.
  - http://www.springer.com/computer/foundations/book/978-3-540-46244-6
- R. Ahlswede et V. Blinovsky, Lectures on Advances in Combinatorics, Universitext, Springer-Verlag, 2008.
  - http://www.springer.com/math/numbers/book/978-3-540-78601-6